# هوي كينغ
هوي كينغ (بالإنجليزية: Howie King)‏ (9 سبتمبر 1969 بدبلن في جمهورية أيرلندا - ) هو لاعب كرة قدم أيرلندي في مركز الهجوم. لعب مع ليسبورن ديستليري ونادي بوهيميان ونادي شامروك روفرز ونادي يميريك وKilkenny City A.F.C. ‏ وBray Wanderers F.C. ‏.